# 活水泉教会

基督教宣道會會徽

蒙特利尔宣道会活水泉教会（Montreal Living Springs Alliance Church）是一间位于加拿大蒙特利尔西岛地区的基督新教教会。活水泉教会成立于2009年9月6日，主要服务于蒙特利尔西岛及附近地区的华人社区，以中文普通话为服务语言。
聚会时间：每周日下午2:30
现任牧师是汪正义牧师。
联系电话：514-572-5779
堂址：220 Hyman Dr, Dollard-des-Ormeaux  H9B 1L8
网址：https://www.montreallivingspring.com （页面存档备份，存于）
Facebook: www.facebook.com/livingspring.church
Email: living.spring@hotmail.com
We Chat ID: living_spring